# Elaeagia magniflora
Elaeagia magniflora är en måreväxtart som beskrevs av Julian Alfred Steyermark. Elaeagia magniflora ingår i släktet Elaeagia och familjen måreväxter. Inga underarter finns listade i Catalogue of Life.